# 第13偵察隊
第13偵察隊（だいじゅうさんていさつたい、JGSDF 13th Reconnaissance Unit）は、陸上自衛隊出雲駐屯地（島根県出雲市）に駐屯していた第13旅団隷下の機甲科（偵察）部隊で2024年（令和6年）3月20日に廃止され第13戦車中隊と統合し、第13偵察戦闘大隊に改編された。

## 概要
第13旅団の情報収集専任部隊として第13旅団の行動に必要な情報を偵察警戒車、軽装甲機動車や偵察用オートバイなどの車両や各種偵察用器材を使用して情報収集する任務にあたっていた。隊長は2等陸佐で、隊旗は大隊旗を使用する。

## 沿革
- 1962年（昭和37年）
  - 1月18日：第13偵察隊が今津駐屯地において編成。第13師団に隷属。
  - 2月10日：第13偵察隊が今津駐屯地から出雲駐屯地へ移駐。
- 1990年（平成02年）：85式地上レーダー装置 JTPS-P11が配備。
- 1990年（平成03年）：87式偵察警戒車が配備。
- 1999年（平成11年）3月29日：第13偵察隊が第13旅団に隷属。
- 2001年（平成13年）：野戦情報探知装置が配備。
- 2004年（平成16年）3月29日：後方支援体制変換に伴い、整備部門を第13後方支援隊第2整備中隊偵察直接支援小隊へ移管。
- 2008年（平成20年）3月26日：第13旅団改編に伴い、1個偵察小隊新編。軽装甲機動車が配備。
- 2024年（令和06年）3月20日：第13偵察隊（出雲駐屯地）が廃止。第13戦車中隊と統合し、第13偵察戦闘大隊に改編[3][4]。

## 部隊編成
- 第13偵察隊本部
- 第13偵察隊本部付隊：82式指揮通信車
- 電子偵察小隊：85式地上レーダー装置 JTPS-P11
- 第1偵察小隊：87式偵察警戒車、軽装甲機動車、偵察用オートバイ
- 第2偵察小隊：87式偵察警戒車、軽装甲機動車、偵察用オートバイ
- 第3偵察小隊：87式偵察警戒車、軽装甲機動車、偵察用オートバイ

装備車両の部隊表示は、全て「13偵」
隊旗はだいだいの地色に白の横線2本の大隊旗を備える。

## 整備支援部隊
- 第13後方支援隊第2整備中隊偵察直接支援小隊「13後支-2整」（出雲駐屯地）：2004年（平成16年）3月29日から2024年（令和6年）3月20日の間。

## 主要装備
- 87式偵察警戒車
- 82式指揮通信車
- 軽装甲機動車
- 1/2tトラック / 73式小型トラック
- 1 1/2tトラック / 73式中型トラック
- 3 1/2tトラック / 73式大型トラック
- 偵察用オートバイ
- 85式地上レーダー装置 JTPS-P11
- 89式5.56mm小銃